# Superstar (песня Светланы Лободы)
«Superstar» (стилизовано как «SuperSTAR»; с англ. — «Суперзвезда») — песня украинской певицы Светланы Лободы, выпущенная 8 июня 2018 года в качестве сингла на лейбле Sony Music Entertainment.

## Музыкальное видео
В начале июня 2018 года певица представила тизер клипа на эту песню, в котором она танцует на девятом месяце беременности. Меньше чем за сутки ролик набрал на YouTube более одного миллиона просмотров, а также вызвал неоднозначную реакцию публики. Многие предположили, что певица сняла эту сцену уже после родов и с накладным животом, но Лобода опровергла это, заявив, что живот был настоящий, а сам тизер снимался за две недели до родов. Ещё до выхода клипа аудиоверсия набрала рекордные 26 миллионов просмотров на YouTube.
Релиз полноценного музыкального видео стоялся 6 августа 2018 года. Режиссёром ролика выступила продюсер певицы Нателла Крапивина, съёмки проходили в Лос-Анджелесе в течение трёх суток. По сюжету, Светлана резко меняет жизнь нескольких женщин: одной с помощью страстного поцелуя она помогает пережить болезненный разрыв с возлюбленным, а другая благодаря её капризам и козням доходит до точки кипения и обретает долгожданную свободу. По словам Лободы, клип «о женщинах-манифестантках», вдохновением для которого послужила Кейт Бланшетт и её акция на Каннском кинофестивале против дискриминации женщин-режиссёров.
Сразу после выхода видеоклип вызвал противоречивые отзывы в сети: пользователей возмутило наличие однополых поцелуев и отсутствие беременных танцев из тизера. Спустя два года на певицу подали в суд, обвинив её в гей-пропаганде; истец требовал удалить ролик с платформы, а также моральную компенсацию в размере двух миллионов рублей, однако суд не усмотрел в клипе пропаганды и дальше заявления процесс не продвинулся.
В 2021 году Лобода назвала видеоклип на «Superstar» своим самым любимым.

## Награды и номинации
Песня и видеоклип «Superstar» получили множество номинаций на самые различные премии — для Лободы это одна из самых номинируемых песен. Песня принесла исполнительнице третью статуэтку «Золотого граммофона». Победу «Superstar» одержал на таких премиях как «Виктория», BraVo и ЖАРА Music Awards. Певица также получила свои рекордные 22-ю и 23-ю номинации на украинскую премию YUNA (и последние на данный момент).
| Год  | Награда                    | Категория                         | Результат | Прим.  |
| ---- | -------------------------- | --------------------------------- | --------- | ------ |
| 2018 | «Реальная премия MusicBox» | 100 % Хит                         | Номинация | [ 15 ] |
| 2018 | «Виктория»                 | Танцевальный хит года             | Победа    | [ 16 ] |
| 2018 | «Виктория»                 | Песня года                        | Номинация | [ 16 ] |
| 2018 | «Золотой граммофон»        | «Золотой граммофон»               | Победа    | [ 13 ] |
| 2019 | BraVo                      | Лучшая песня                      | Победа    | [ 17 ] |
| 2019 | YUNA                       | Лучшая песня на иностранном языке | Номинация | [ 14 ] |
| 2019 | YUNA                       | Лучший видеоклип                  | Номинация | [ 14 ] |
| 2019 | ЖАРА Music Awards          | Лучший клип                       | Победа    | [ 18 ] |
| 2019 | ЖАРА Music Awards          | Лучшая песня                      | Победа    | [ 18 ] |
| 2019 | «Премия Муз-ТВ»            | Лучшая песня                      | Номинация | [ 19 ] |
| 2019 | «Премия Муз-ТВ»            | Лучшее видео                      | Номинация | [ 19 ] |
| 2019 | «Премия RU.TV»             | Лучшая песня                      | Номинация | [ 20 ] |
| 2019 | «Премия RU.TV»             | Лучший видеоклип                  | Номинация | [ 20 ] |

## Чарты
| Чарт (2018)                                | Высшая позиция |
| ------------------------------------------ | -------------- |
| Киев (Tophit City & Country Radio Hits)    | 38             |
| Москва (Tophit City & Country Radio Hits)  | 17             |
| Россия (TopHit City & Country Radio Hits)  | 8              |
| Россия (TopHit Radio & YouTube Hits)       | 6              |
| Россия (TopHit YouTube Hits)               | 2              |
| СНГ (TopHit Radio Hits)                    | 9              |
| Украина (TopHit City & Country Radio Hits) | 40             |

| Чарт (2018)                                | Высшая позиция |
| ------------------------------------------ | -------------- |
| Киев (Tophit City & Country Radio Hits)    | 42             |
| Москва (Tophit City & Country Radio Hits)  | 23             |
| Россия (TopHit City & Country Radio Hits)  | 12             |
| Россия (TopHit Radio & YouTube Hits)       | 9              |
| Россия (TopHit YouTube Hits)               | 49             |
| СНГ (TopHit Radio Hits)                    | 12             |
| Украина (TopHit City & Country Radio Hits) | 42             |
| Украина (TopHit Radio & YouTube Hits)      | 65             |

| Чарт (2018)                                | Позиция |
| ------------------------------------------ | ------- |
| Киев (Tophit City & Country Radio Hits)    | 185     |
| Москва (Tophit City & Country Radio Hits)  | 77      |
| Россия (TopHit City & Country Radio Hits)  | 54      |
| Россия (TopHit Radio & YouTube Hits)       | 45      |
| Россия (TopHit YouTube Hits)               | 93      |
| СНГ (TopHit Radio Hits)                    | 55      |
| Украина (TopHit City & Country Radio Hits) | 187     |
| Украина (TopHit Radio & YouTube Hits)      | 99      |
| Украина (TopHit YouTube Hits)              | 105     |
| Чарт (2019)                                | Позиция |
| Москва (Tophit City & Country Radio Hits)  | 129     |
| Россия (TopHit City & Country Radio Hits)  | 111     |
| Россия (TopHit Radio & YouTube Hits)       | 124     |
| СНГ (TopHit Radio Hits)                    | 107     |

## История релиза
| Регион | Дата        | Формат                      | Лейбл                    | Прим.  |
| ------ | ----------- | --------------------------- | ------------------------ | ------ |
| Мир    | 8 июня 2018 | Цифровая загрузка, стриминг | Sony Music Entertainment | [ 49 ] |
| СНГ    | 8 июня 2018 | Радиоротация                | Sony Music Entertainment | [ 26 ] |